# BANGTANTV
BANGTANTV는 HYBE가 운영하는 대한민국의 보이그룹 방탄소년단의 유튜브 채널이다.

## 소개
BANGTANTV는 2012년 12월 16일에 처음으로 개설된 대한민국의 보이그룹 방탄소년단의 유튜브 채널로 BANGTANTV 로 불린다. 방탄소년단의 백 스테이지, 촬영 비하인드, 그리고 멤버별 로그와 개인 창작물이 업로드된다. 영상 업로드 주기는 정해져 있지 않지만, 활동 시기에 맞춰 업데이트되는 편이다.
2021년 1월 29일 기준 총 조회수는 약 28억 회에 달하며, 현재 약 5000만 명의 구독자를 보유하고 있다. 한국 유튜브 채널 중 3위, 세계 유튜브 채널 중 99위 보관됨 2020-08-21 - 웨이백 머신에 올라있다.

## 출연
- RM
- 진
- 슈가
- 제이홉
- 지민
- 뷔
- 정국

## 재생목록

### Golden Closet Film by JK
방탄소년단 멤버 정국의 영상 창작물이 업로드되는 재생목록이다. Golden Closet (골든 클로젯)은 정국의 별명인 ‘황금 막내’에서 비롯되어 만들어진 그의 개인 작업실 이름이며, Golden Closet Film (골든 클로젯 필름)은 작업실에서 편집되어 나온 모든 영상을 일컫는다. 주로 해외 투어 활동 중 카메라로 담아낸 방탄소년단 멤버들 또는 본인의 모습을 담는다. 영상 촬영부터 배경 음악 삽입, 보정 및 편집까지 모두 본인이 맡고 있다.
| 업로드 날짜     | 영상 제목                  | 설명 | 조회 수 (19년 6월 기준) | 영상 BGM                                   |
| --------------- | -------------------------- | --- | ----------------------- | ------------------------------------------ |
| 2017년 11월 8일 | G.C.F in Tokyo (정국&지민) | 골든 클로젯 필름의 첫 공식 영상으로 멤버인 지민과의 도쿄 여행기를 영상으로 담아냈다.                                | 1500만 뷰               | There For You - Martin Garrix, Troye Sivan |
| 2018년 4월 30일 | G.C.F in Osaka             | 팬미팅 차 방문했던 오사카에서의 일상을 영상으로 담아냈다.                                                           | 918만 뷰                | Your Side Of The Bed - Loote               |
| 2018년 7월 16일 | G.C.F in USA               | BBMA에서 정규 3집 앨범 타이틀 곡인 《FAKE LOVE》의 컴백 무대를 위해 갔던 미국에서의 멤버들 모습을 담아냈다.         | 829만 뷰                | When We Were Young - Lost Kings            |
| 2018년 7월 25일 | G.C.F in Saipan            | 매 여름 발매하는 시즌 DVD 《2018 SUMMER PACKAGE VOL 4》 촬영을 위해 머물렀던 사이판에서의 촬영 현장을 담아냈다.     | 876만 뷰                | Best of Me - JOHN.k                        |
| 2018년 10월 1일 | G.C.F in Newark VHS ver.   | 콘서트 《LOVE YOURSELF》 해외투어 차 방문했던 뉴저지에서의 비하인드를 VHS 기법을 이용해 브이로그 형식으로 담아냈다. | 493만 뷰                |                                            |
| 2018년 12월 2일 | G.C.F 3J 2018 MMA Practice | MMA에서 선보였던 3J(J-HOPE, JIMIN, JUNG-KOOK)의 무대 연습 영상을 직접 촬영하여 담아냈다.                            | 573만 뷰                |                                            |

### BANGTAN LOG
방탄소년단 멤버들의 하루 일과나 생각, 다짐이나 포부에 대한 이야기들을 셀프 카메라로 풀어낸 영상이 업로드되는 재생목록이다. 정식 데뷔를 하기 전 확정 멤버가 LOG를 통해 차례대로 공개되기도 했다. 2013년 1월의 이야기부터 업로드되어 있으며, 2019년 6월 19일 기준 총 153개의 영상이 있다. 대부분의 영상 제목은 촬영일과 출연 멤버 형식으로 통일되어 있다.
목록
- 130107 RAP MONSTER
- 130108 RAP MONSTER
- 130112 진
- 130113 RAP MONSTER
- 130115 진
- 130124 진
- 130122 진
- 130123 RAP MONSTER
- 130125 지민
- 130208 지민
- 130208 정국
- 130212 RAP MONSTER
- 130212 정국 & 지민
- 130214 J HOPE
- 130214 지민 & 정국
- 130219 J HOPE
- 130225 RAP MONSTER (Feat. SUGA)
- 130225 지민
- 130225 RAP MONSTER
- 130304 J HOPE & RAP MONSTER
- 130304 SUGA
- 130309 SUGA
- 130306 정국
- 130308 J HOPE
- 130224 지민 & 정국
- 130410 SUGA
- 130411 J HOPE
- 130425 정국
- 130430 SUGA
- 130502 J HOPE
- 130503 RAP MONSTER
- 130508 J HOPE & 정국
- 130514 SUGA & 지민
- 130514 랩몬 & 정국
- 130616 방탄소년단 로그
- 130618 SUGA
- 130619 지민 & V
- 130620 지민 & 정국
- 130621 랩몬스터
- 130628 진
- 130704 제이홉
- 130713 진
- 130710 V
- 130718 정국
- 130722 V
- 130723 지민
- 130724 랩몬스터
- 130726 진 지민
- 130728 j hope
- 130807 SUGA
- 130816 정국
- 130822 V
- 130823 지민
- 130829 제이홉
- 130907 랩몬스터 & 정국
- 130904 진
- 130908 제이홉 & V
- 130909 지민
- 131013 제이홉 & 지민
- 131012 진
- 131016 SUGA
- 131017 랩몬스터
- 131021 V
- 131020 정국
- 131102 제이홉
- 131101 지민
- 131103 진 & 정국
- 131116 랩몬스터 & 제이홉
- 131119 슈가 & 지민
- 131122 진 & V
- 131123 정국
- 131204 진
- 140101 V
- 140103 지민
- 140104 진
- 140126 방탄소년단
- 140105 랩몬스터
- 140115 SUGA
- 140118 제이홉 & 정국
- 140218 V
- 140219 제이홉
- 140224 지민 & 정국
- 140302 슈가
- 140327 슈가 & 지민, 제이홉 & 뷔 & 정국, 랩몬 & 진
- 140404 진 & 제이홉
- 140401 랩몬스터
- 140405 정국
- 140406 지민
- 140410 SUGA
- 140513 랩몬스터
- 140421 제이홉 & 지민
- 140515 지민 & 정국
- 140516 제이홉
- 140519 V
- 140602 V
- 140611 방탄소년단
- 140602 슈가 & 지민 & 정국
- 140705 정국
- 140708 진
- 140712 V
- 140708 j-hope
- 140710 SUGA
- 140714 지민
- 140715 랩몬스터
- 140910 지민 & 정국
- 140913 진 & 랩몬스터
- 140927 V
- 141020 지민
- 141021 정국
- 141021 랩몬스터
- 141022 뷔
- 141021 진
- 141128 SUGA
- 141210 정국
- 141218 지민
- 141219 진
- 141219 제이홉
- 150107 지민
- 150105 뷔
- 150218 제이홉
- 150224 랩몬스터
- 150309 SUGA
- 150331 랩몬스터
- 150403 정국
- 150403 지민
- 150513 지민 & 정국
- 150512 제이홉
- 150513 김남준
- 150901 정국
- 151105 뷔
- 160107 지민
- 160424 JIMIN
- 160925 j-hope
- 2016년 2월 10일
- 161005 RAP MONSTER
- 161113 JIMIN
- 161120 SUGA
- 161120 JIMIN
- 161206 정국
- 170416 제이홉
- 170419 랩몬스터
- 170521 V
- 170902 JIMIN
- 170918 SUGA
- 171119 제이홉
- 180111 Jin
- 180413 JIMIN
- 180426 j-hope
- 180511 RM
- 180923 RM
- 181004 V

### ARMY BOMB
방탄소년단의 팬덤 ARMY (아미)의 공식 응원봉 ARMY BOMB (아미 밤) 사용 설명 영상을 업로드 해둔 재생목록이다. 과거 응원 봉인 ARMY BOMB VER.1과 VER.2를 거쳐 중앙 제어 시스템이 탑재된 VER.3이 출시된 상태이다. ARMY BOMB VER.3은 각종 콘서트와 공연 등에서 휴대폰 어플과 연동시켜 좌석별로 다른 색을 띠며 응원할 수 있다.
재생목록의 영상을 입덕 (어떤 분야에 푹 빠져 마니아가 되기 시작했다는 뜻) 영상으로 꼽은 팬이 많을 정도로 그들의 자연스럽고 웃긴 모먼트를 많이 담아냈다. 영상의 길이가 길지 않아 짧은 주기로 많은 클립 영상이 업데이트되는 편이다. 2019년 6월 20일 기준 524개의 동영상이 업로드되어 있다.

### BANGTAN BOMB
촬영장 밖, 대기실 등에서의  방탄소년단의 모습을 담은 영상을 업로드 해둔 재생목록이다.

### BTS Episode
방탄소년단의 비하인드 영상을 업로드 해둔 재생목록이다. BANGTAN BOMB과 비슷한 류의 영상이지만, 보통 10분 이상의 영상이 대부분이다. MV 메이킹필름이나, 새 앨범의 콘셉트 포토 스케치, 시상식 비하인드, 멤버의 생일과 같은 기념일 에피소드 등이 주를 이룬다. 2019년 6월 20일 기준 74개의 동영상이 업로드되어 있다.
목록
- 2 COOL 4 SKOOL debut single MV shooting
- 2 COOL 4 SKOOL debut single jacket photo shooting
- Debut day 130613
- Like (Showcase sketch)
- 'N.O' MV shooting
- O! RUL8,2? Jacket shooting
- Surprise Birthday Party for Jung Kook!
- Letter to ARMY in Birthday party
- Be the BEST NEW ARTIST 2013 in Melon Music Awardsa
- '상남자(Boy In Luv)' MV shooting Sketch
- 'Skool Luv Affair' Jacket Photo shooting Sketch
- 140218 It's a j-hope-ful day!
- Jung Kook went to High school with BTS!
- SUGA Birthday support event
- '하루만 (Just one day)' MV shooting Sketch
- 1st anniversary - so 4 more
- 1st BTS Birthday Party (Jin chef of BTS)
- 'DARK&WILD' Jacket photo shooting
- 'Danger' MV Shooting
- 'Summer out of the country in 2014
- 'War of Hormone' MV & Photo shooting
- SUGA B-day Present for Fans
- Rap Monster 'Do You' MV shooting (BTS members supported RM)
- '화양연화pt.1' jacket shooting
- 'I NEED U' MV shooting
- '쩔어' Concept photo & MV shooting
- 'Fantastic 4' with A.R.M.Y
- '화양연화pt.2' jacket shooting
- 'RUN' MV shooting
- 'PUMA' Advertising photo shooting behind
- BTS1000days with A.R.M.Y
- '화양연화 Young Forever' Jacket Photo Shooting
- '불타오르네 (FIRE)' MV Shooting
- 'Fire' 1st win @ 160512 M countdown
- 'EPILOGUE : Young Forever' MV Shooting
- FESTA 2016 - Real Family photo Shooting
- 'Save Me' MV Shooting
- 'Blood Sweat & Tears' Win
- '피 땀 눈물' MV Shooting Sketch
- 2016 MMA
- 'WINGS' Jacket Shooting Sketch
- '봄날' MV Shooting Sketch
- 'YOU NEVER WALK ALONE' Jacket shooting sketch
- 'Not Today' MV Shooting
- This is 한성 of '화랑 (Hwa Rang)' (a.k.a. BTS V ^ㅁ^)
- Billboard Music Awards 2017
- 'DNA' MV Shooting
- LOVE YOURSELF 承 'Her' Jacket shooting sketch
- 'MIC Drop' MV Shooting
- AMAs 2017
- 2017 MMA
- 2017 SBS 가요대전
- j-hope 1st mixtape MV Shooting #1
- j-hope 1st mixtape MV Shooting #2
- LOVE YOURSELF 轉 'Tear' Jacket shooting sketch
- 'Euphoria : Theme of LOVE YOURSELF 起 Wonder' Shooting
- Billboard Music Awards 2018
- 'IDOL' MV Shooting Sketch
- UN General Assembly Behind
- 2018 대한민국 대중문화예술상
- 2018 MGA
- 2018 MMA
- 2018 MAMA in JAPAN
- '작은 것들을 위한 시 (Boy With Luv) feat. Halsey' MV Shooting Sketch'
- 'MAP OF THE SOUL : PERSONA' Jacket shooting sketch
- 2018 MAMA in HONG KONG

### EAT JIN
방탄소년단 멤버 ‘진’의 개인 콘텐츠가 업로드되는 재생목록이다. 데뷔 초부터 먹는 것을 좋아하고 요리에 취미가 있는 그에게 잇진 (EAT JIN)이라는 별명이 붙었고, 이를 콘텐츠화 시켜 먹는 방송을 촬영하기 시작했다. 맛 평가와 음식 소개, 도전 먹방을 진행한다. 다른 멤버들을 게스트로 초대해 함께 영상을 촬영하는 경우도 있다.

### BTS 꿀 FM 06.13
방탄소년단의 데뷔 주년 기념 이벤트인 FESTA(페스타)에서 진행하는 콘텐츠 중 하나인 ‘꿀 FM 06.13’이 업로드되는 재생목록이다. 멤버 슈가가 DJ로 진행하는 라디오 형식의 토크 영상이며, 4주년 기념 FESTA를 마지막으로 끝이 난 콘텐츠이다.

## 연동된 채널
- 빅히트 엔터테인먼트 채널 - https://www.youtube.com/user/ibighit
- TXT 채널 - https://www.youtube.com/channel/UCtiObj3CsEAdNU6ZPWDsddQ